# Vriesea duvaliana
Vriesea duvaliana är en gräsväxtart som beskrevs av Charles Jacques Édouard Morren. Vriesea duvaliana ingår i släktet Vriesea och familjen Bromeliaceae. Inga underarter finns listade i Catalogue of Life.

## Bildgalleri

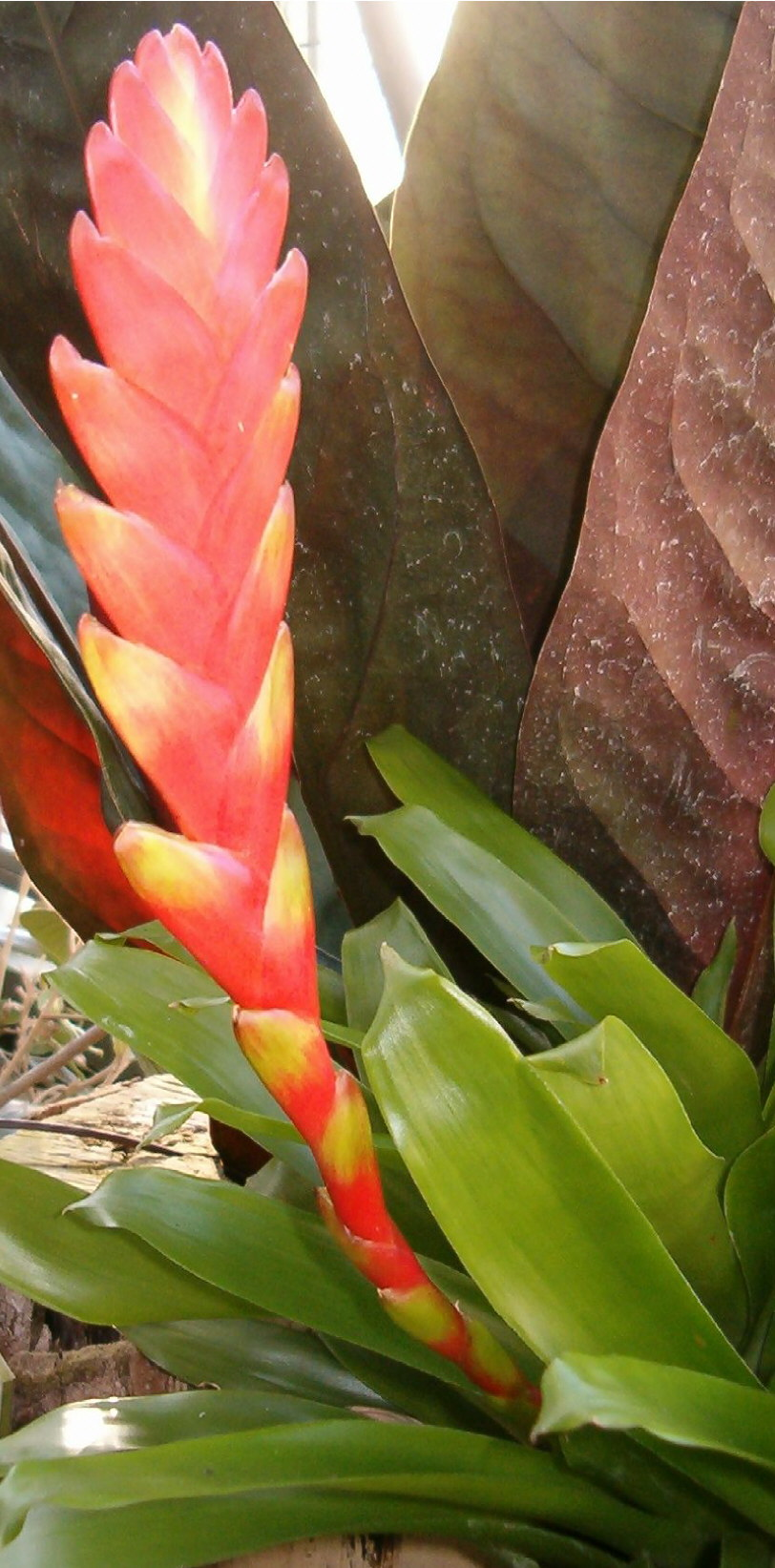
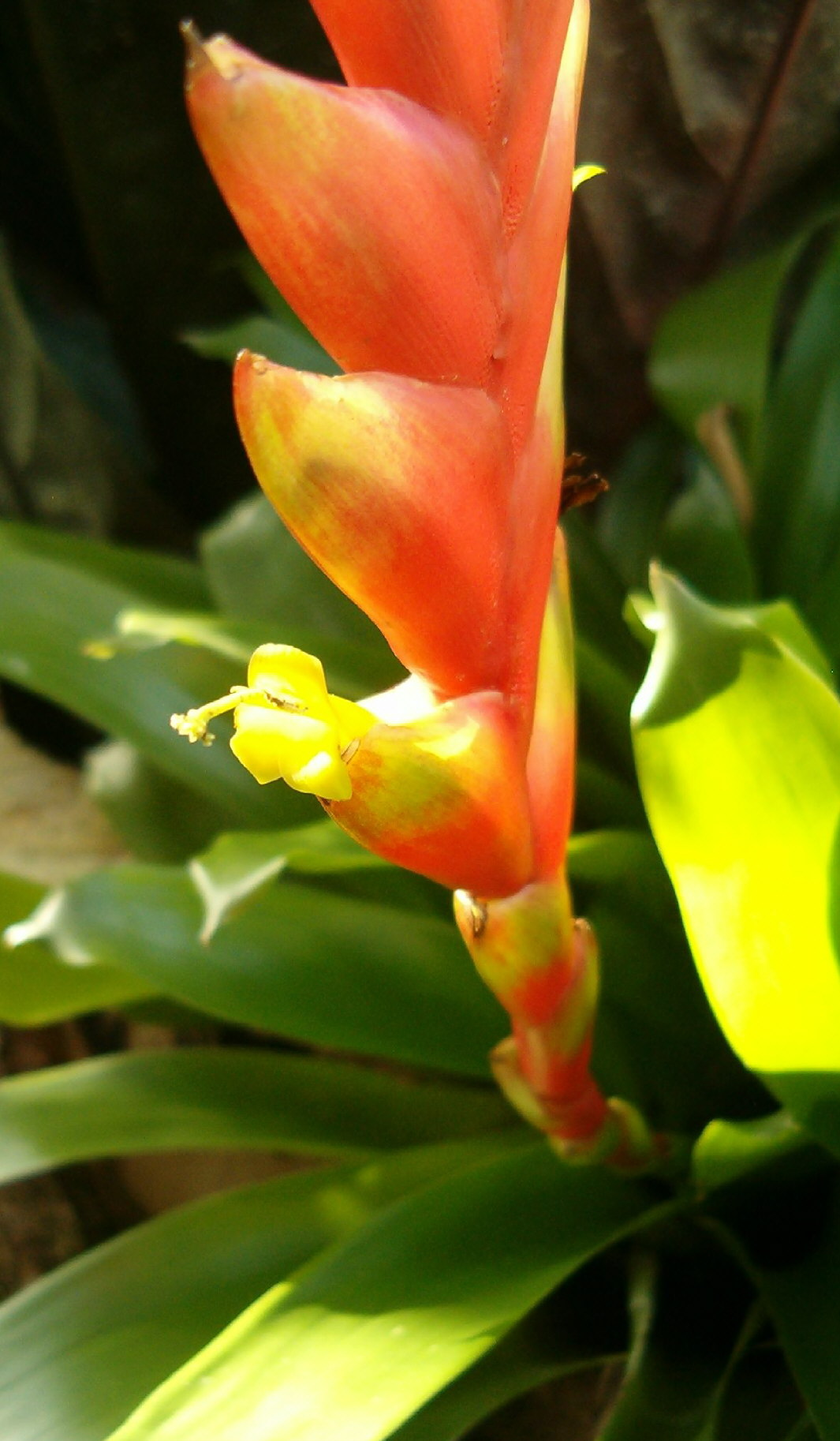
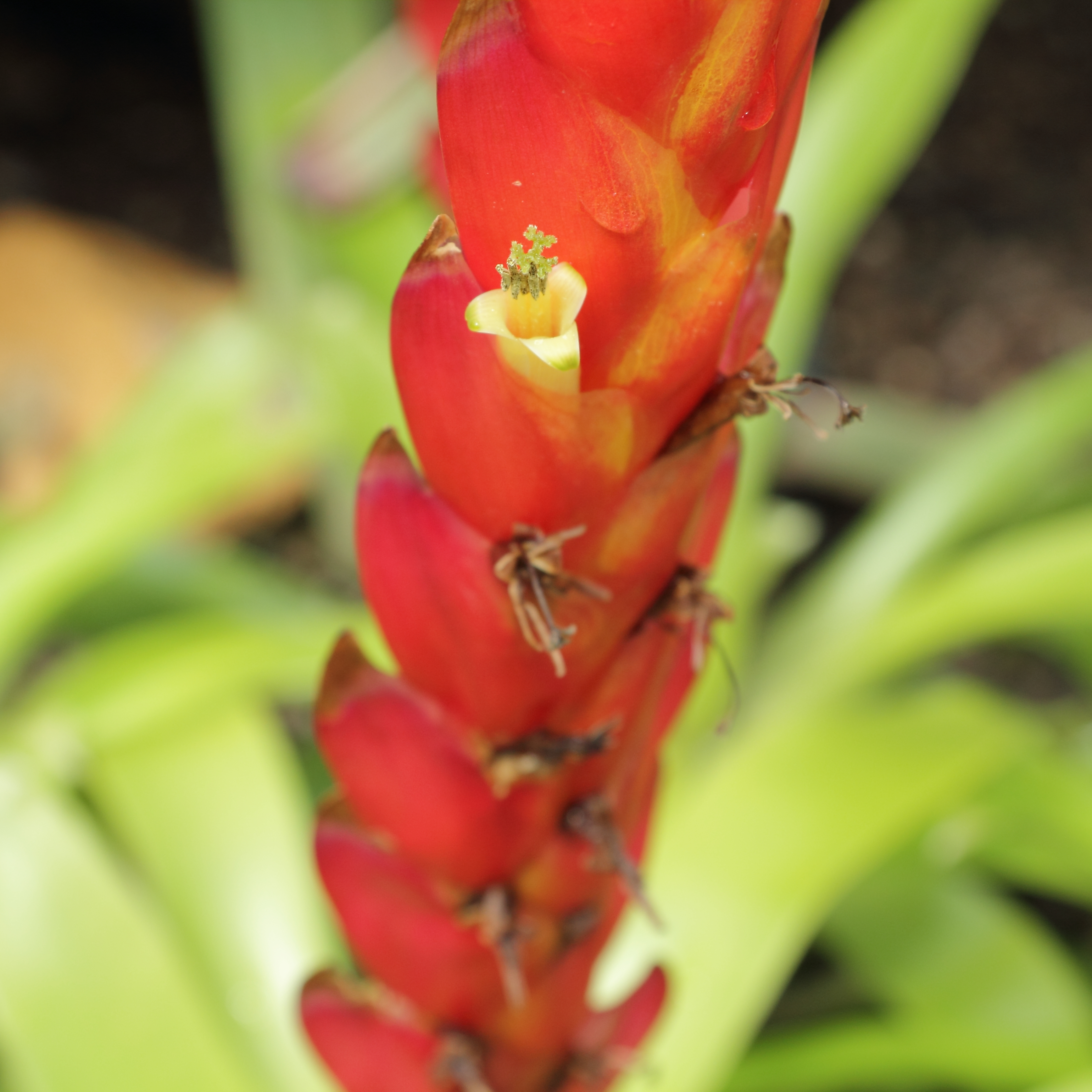
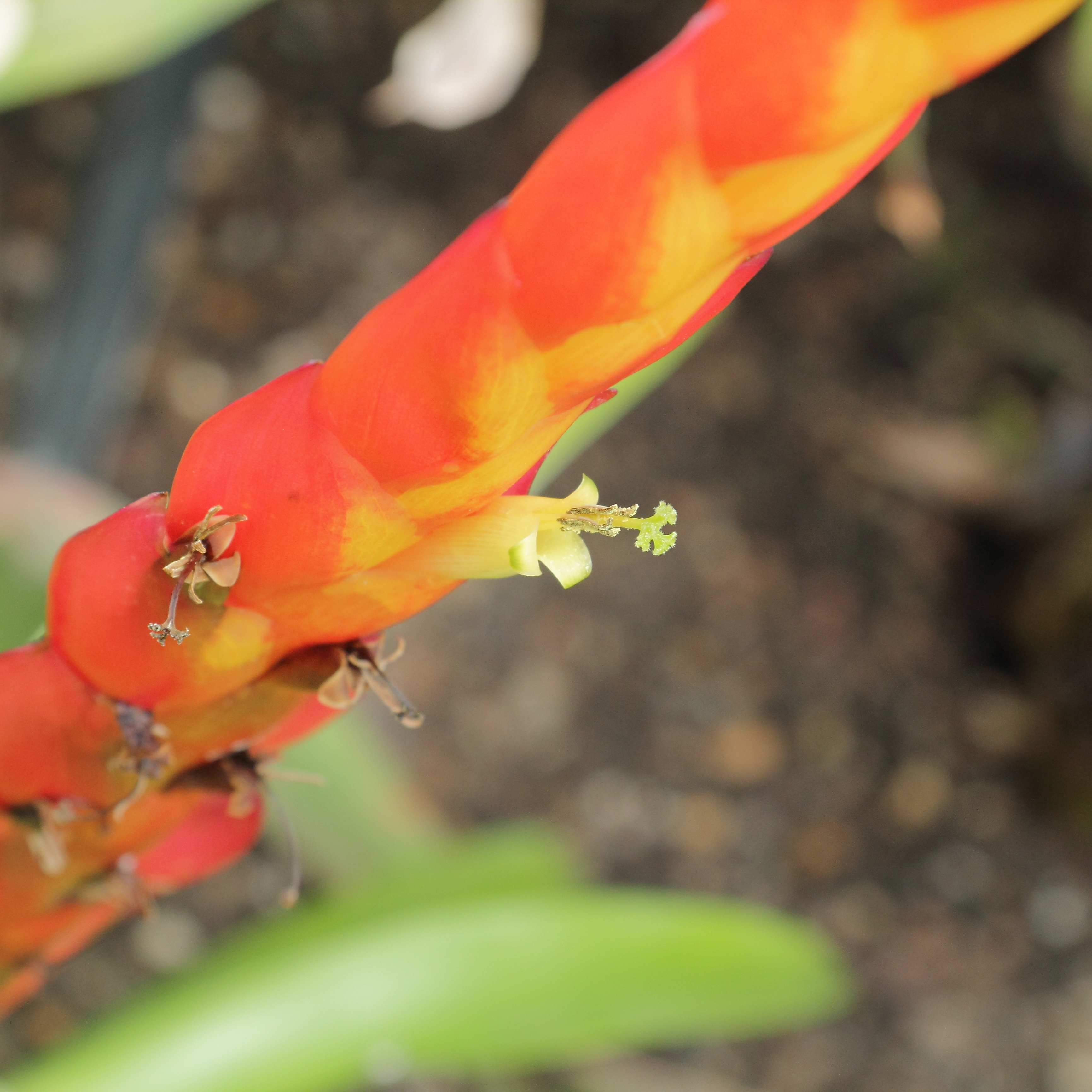